# Willibrord

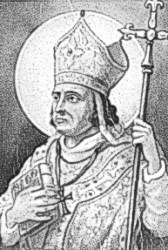
Willibrord

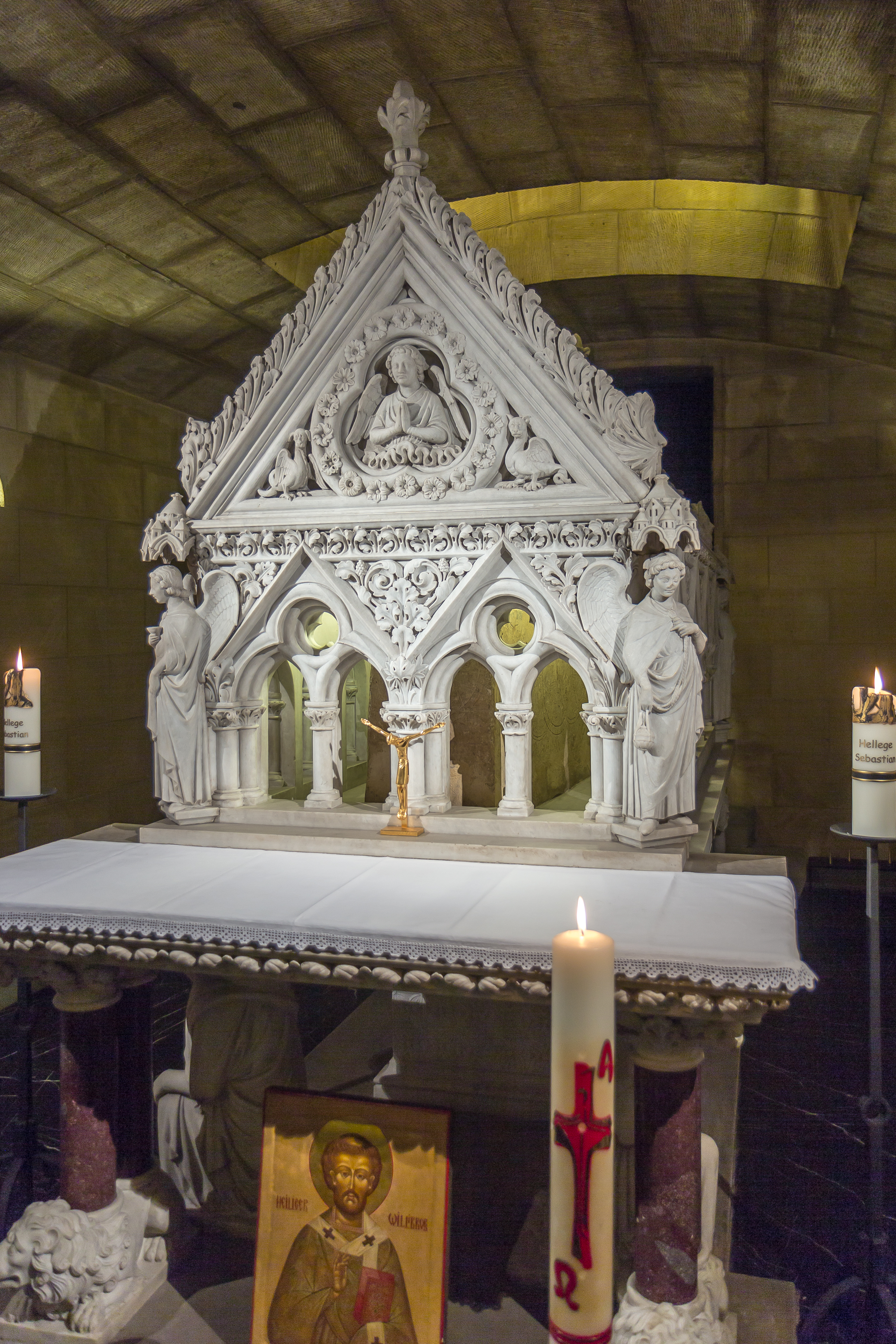
Willibrords grav.

Willibrord, född ca 658 i Northumbria, död 7 november 739 i Echternach, Luxemburg, var en anglosaxisk missionär, Utrechts första biskop, och frisernas apostel. Han vördas som helgon i Katolska kyrkan, med festdag den 7 november.

## Biografi
Willibrords far skall ha hetat Hilgis och ha varit ett helgon, enligt Willibrords biografer. Efter studier vid klostret i Ripon blev Willibrord lärjunge till Wilfrid, och inträdde i benediktinorden. Han tillbringade därefter tolv år hos sankt Egbert i klostret i Rathmelsigi, Irland, och begav sig sedan till friserna för att omvända dem, eftersom kung Pippin av Herstal var kristen och han påbjudit missionen.
692 började han sin mission bland friserna, sedan han fått fullmakt därtill av påven. År 695 utsågs han till biskop av Utrecht, och begav sig än en gång till Rom för konsekreringen och mottagandet av palliet, som gavs av påve Sergius III den 21 november samma år i Santa Cecilia in Trastevere. Willibrord grundade 698 klostret i Echternach (i nuvarande Luxemburg), och han upprättade en katedral i Utrecht åt sig. Missionen bland friserna mötte motstånd eftersom deras kung Radbod vägrade låta sig döpas. De kyrkor som de kristna låtit uppföra förstördes och på deras plats byggdes i stället på Radbods befallning hedniska tempel.
Under Radobods regeringstid gjorde Willibrord ett misslyckat försök att omvända bland annat danerna och deras kung Ongendus. 719 kunde missionen bland friserna fortsätta, och Willibrord fick god hjälp av Bonifatius att återuppbygga kyrkorna och omvända nya medlemmar till Kyrkan. De sista åren tillbringade Willibrord i sitt kloster i Echternach, där han avled och där hans grav finns vilken under medeltiden blev ett pilgrimsmål.
En biografi över Willibrord är författad av Alkuin, och Beda venerabilis nämner honom.